# Lamium amplexicaule
Lamium amplexicaule és una planta del gènere Lamium que és planta nativa d'Europa, Àsia i nord d'Àfrica. Alguns noms comuns en català són: flor-robí, galleret, mataporc, ninois, peu de gall, peu de nostre senyor o tinya negra.
És de creixement lent i fa entre 10 i 25 cm d'alt, amb tiges toves finament piloses. Les fulles són oposades i fan entre 2 i 3 cm de diàmetre. Les flors són rosades o porpres, d'entre 1,5 i 2 cm de llargada. El seu epítet específic amplexicaule vol dir que les fulles agafen la tija.
Fulles, tija i flors són comestibles, amb un gust semblant a l'api.